# Tisentnops leopoldi
Tisentnops leopoldi is een spinnensoort in de taxonomische indeling van de Caponiidae.
Het dier behoort tot het geslacht Tisentnops. De wetenschappelijke naam van de soort werd voor het eerst geldig gepubliceerd in 1962 door Zapfe.